# Daniel Mays
Daniel Alan Mays (Epping, 31 maart 1978) is een Brits acteur.

## Carrière
Mays ging naar het Italia Conti Academy of Theatre Arts voordat hij werd toegelaten tot Royal Academy of Dramatic Art. Hij speelde zijn eerste rol in 1996 in de serie Fist of Fun waar hij drie afleveringen in meespeelde. Hij speelde mee in tal van films maar moest het vaak doen met kleine rollen of bescheiden hoofdrollen zoals in 1917. Hij speelde ook in series als Top Buzzer, Funland, Ashes to Ashes, Outcasts, Guerrilla, Temple, White Lines, Code 404 waar hij terugkerende rollen speelde. Hij speelde ook hoofdinspecteur Peter Jay in Des.
In 2017 werd hij genomineerd voor een BAFTA TV Award voor zijn rol in Line of Duty.